# دنیس ژوگلج
دنیس ژوگلج (انگلیسی: Denis Žvegelj؛ زادهٔ ۲۴ ژوئن ۱۹۷۲) قایقران روئینگ اهل اسلوونی است.